# Nissan X-Trail
Nissan X-Trail — компактний кросовер, виробництво якого було запущено у 2000 році японською компанією Nissan на фірмовій платформі Nissan FF-S. У 2007 році на платформі Nissan C було створено і випущено на ринок в другому поколінні. У 2013 році вийшло третє покоління на платформі CMF.

## Перше покоління (T30) (2001—2007)

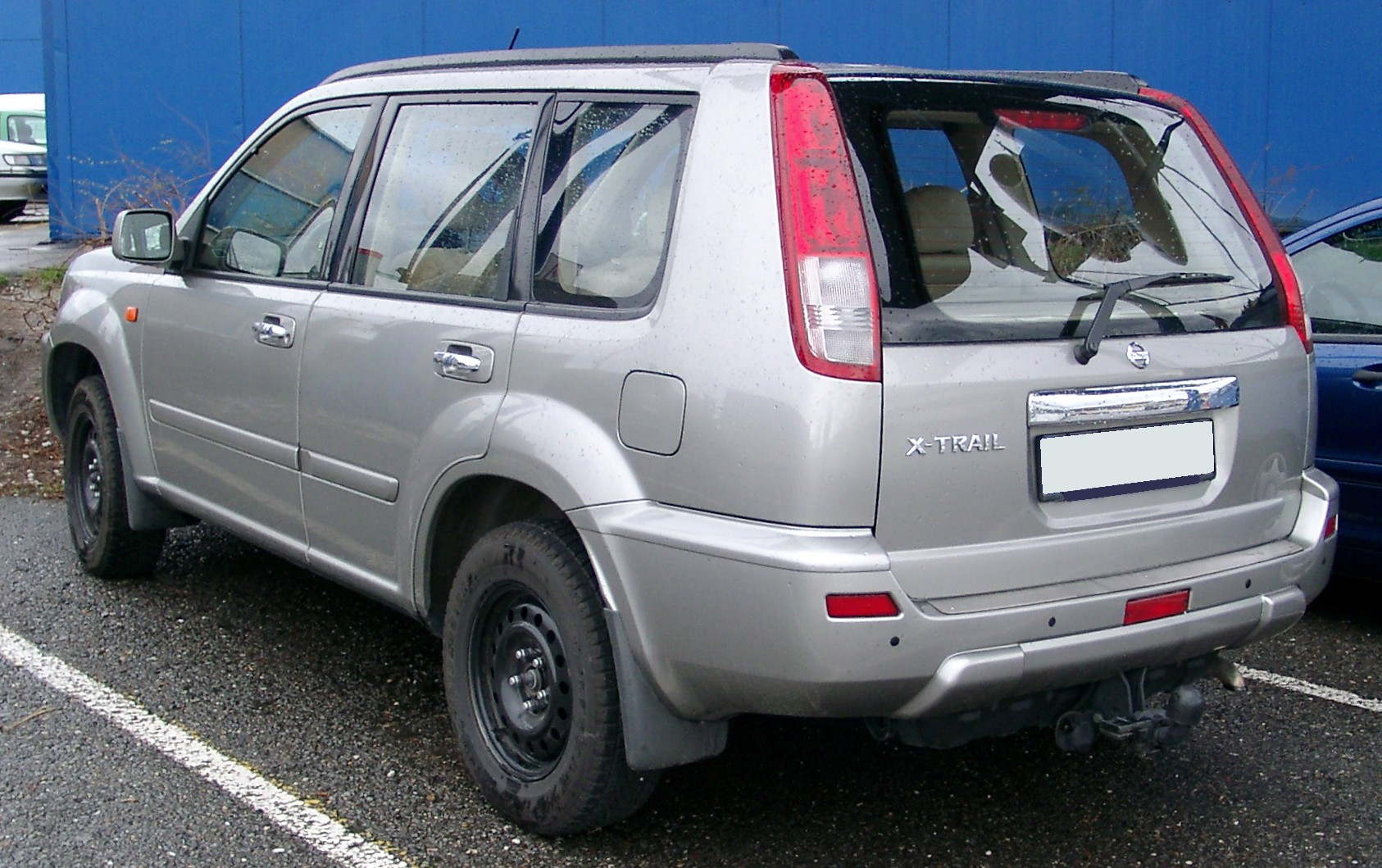
Nissan X-Trail I (2001—2003)

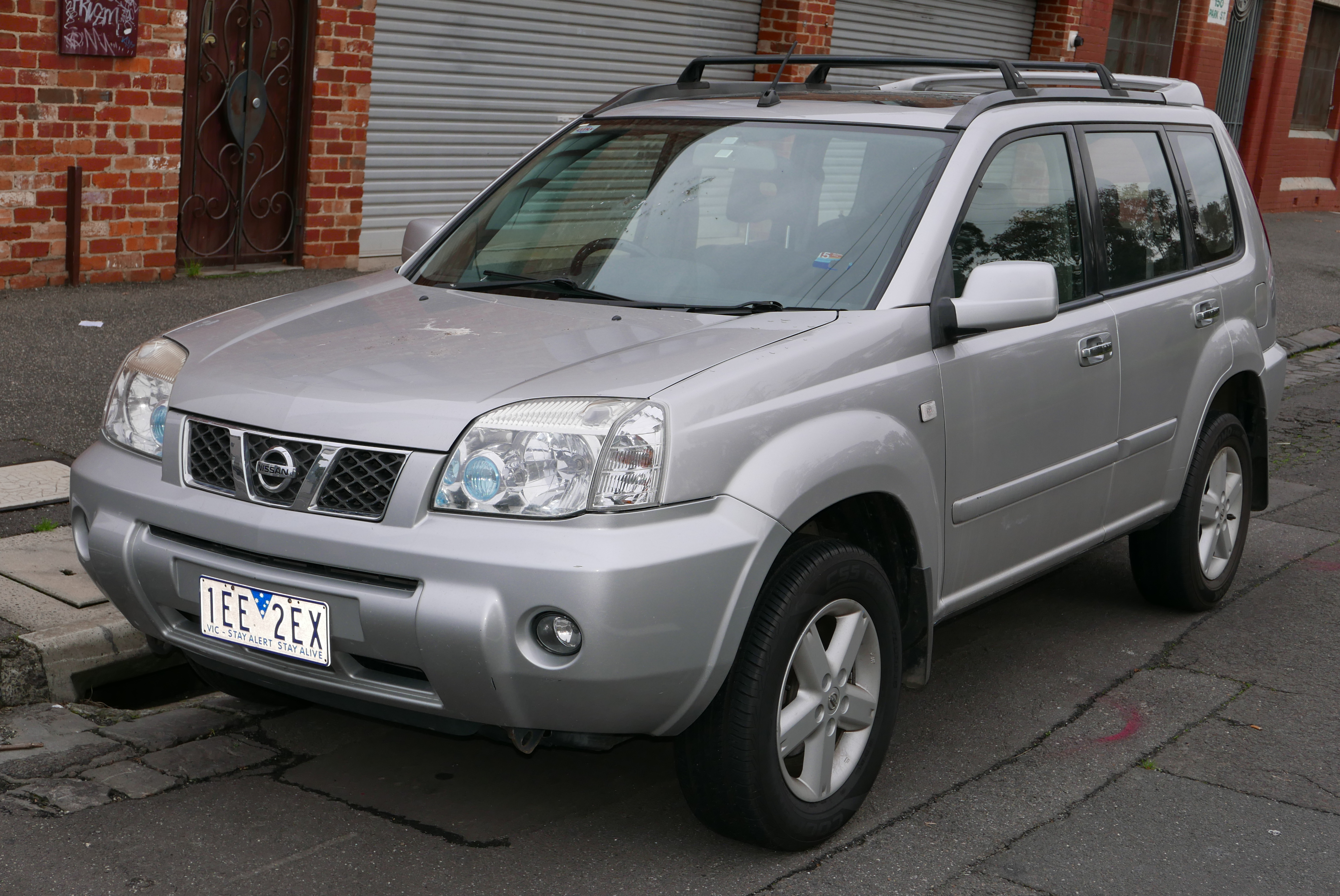
Nissan X-Trail I (2003—2007)

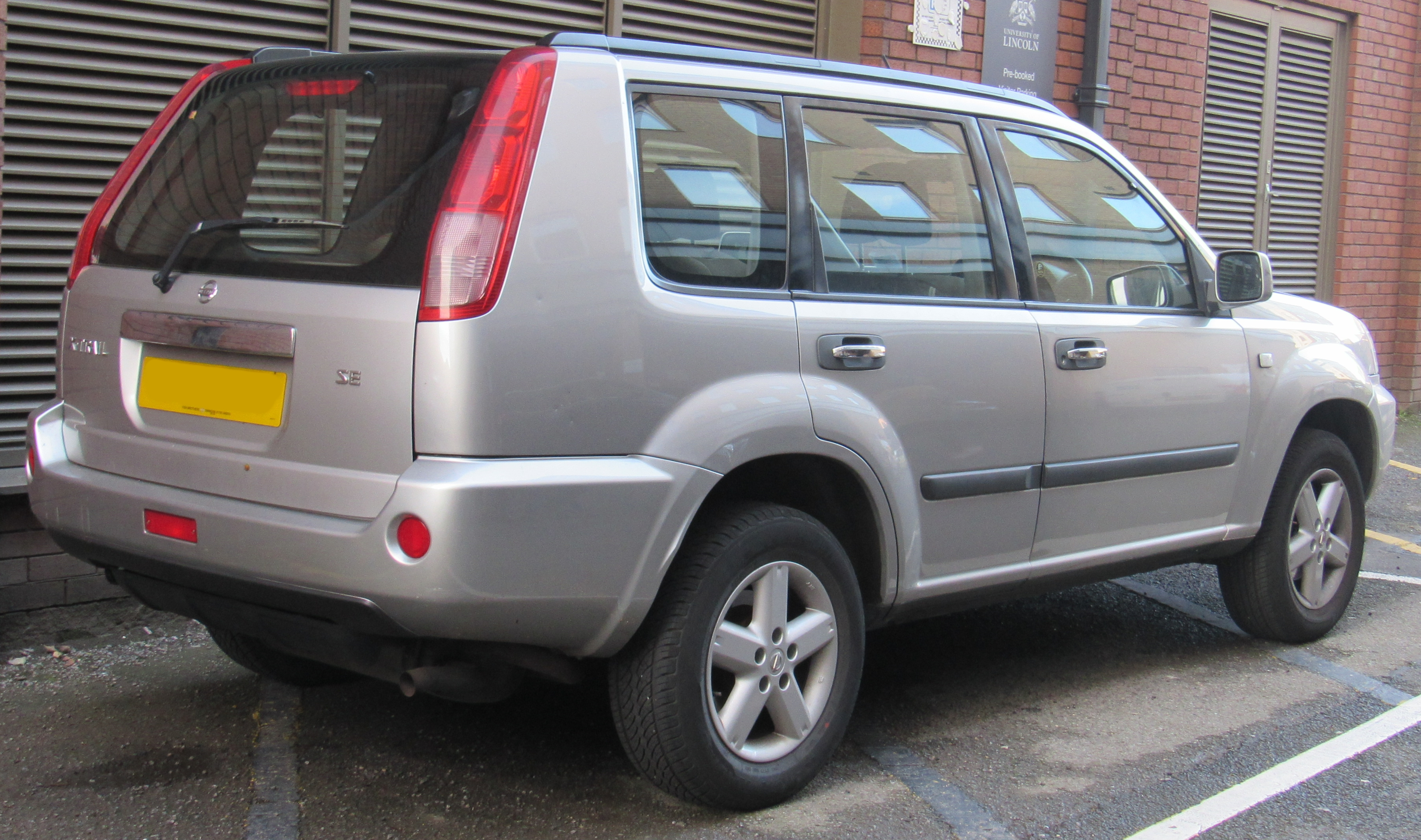
Nissan X-Trail I (2003—2007)

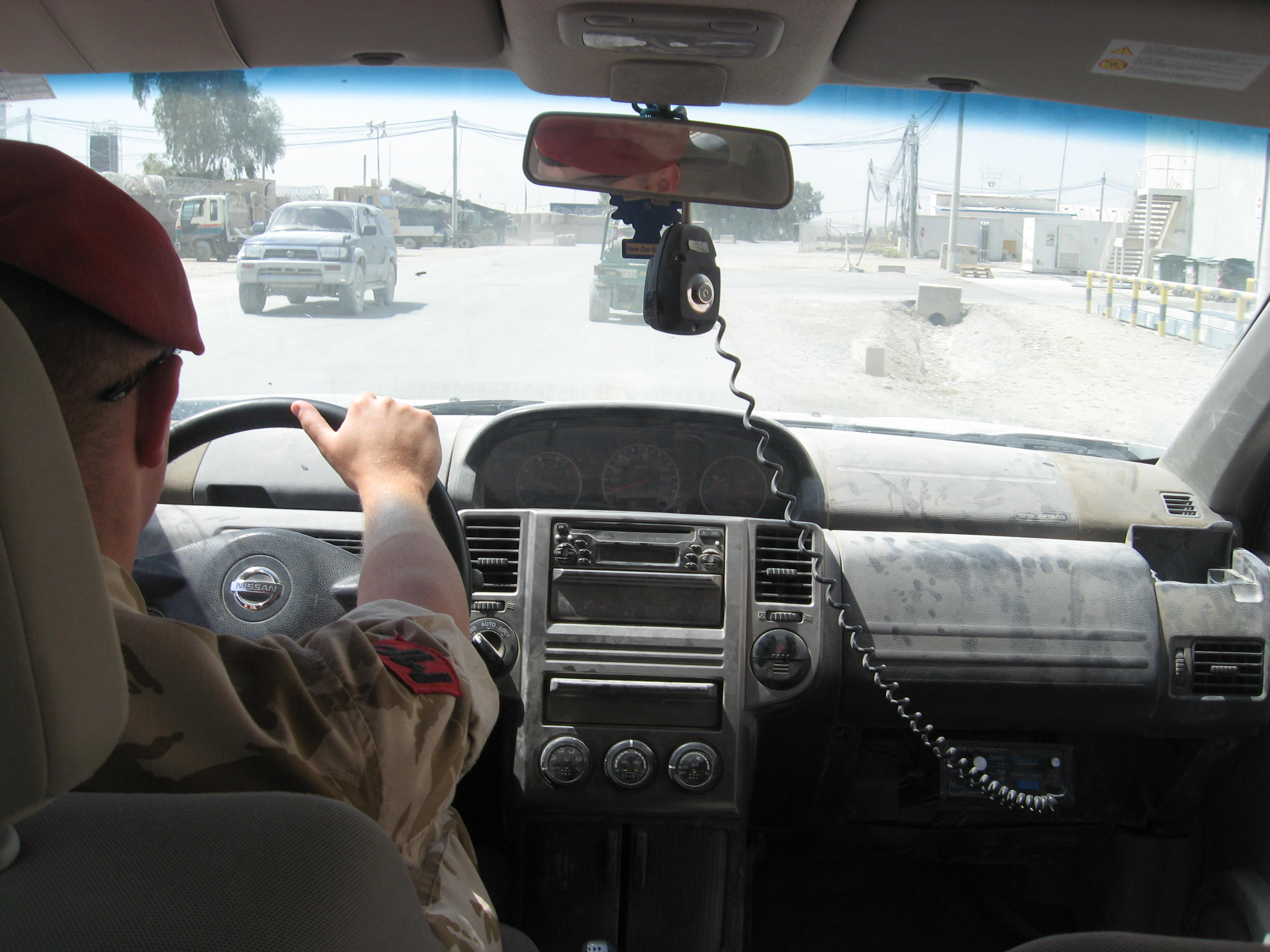
Салон Nissan X-Trail (T30)

X-Trail T30 був розроблений в 2001 році на платформі Nissan FF-S, раніше використаної в легкових моделях Nissan Primera і Nissan Almera. Дизайн кросовера виконаний у стилі позашляховика Nissan Patrol. Своєю практичністю в усіх відношеннях, автомобіль швидко набув популярності в багатьох країнах. Особливість салону — розташування приладової панелі посередині торпеди, управління повним приводом All Mode 4x4. Задні сидіння при прибраних підголівниках утворюють рівну підлогу.
У 2003 році проведено рестайлінг, зміни торкнулися торпеди салону і бамперів, включаючи приладову панель, блоки управління двигуном, АКПП і АБС. З технічних, був замінений каталізатор вихлопної системи на моделях для японського ринку, замість подвійного керамічного став один металевий, як і у моделей для Європи. Так само додалися дві ексклюзивні версії-Rider і AXIS, що відрізняються зовні бамперами і решітками радіаторів, всередині обробкою салону, так само колісними дисками і новими кольорами забарвлення кузова. так само для версії GT в стандартній комплектації присутня система динамічної стабілізації (VDC), що включає електронні міжколісні блокування на осях. в деяких комплектаціях для Європи, як і в версії GT для японського ринку зробили рейлінги на даху з прожекторами, які можна вмикати разом з дальнім світлом.

### Двигуни
Бензинові
- 2.0 л QR20DE Р4 140 к.с. (104 кВт)
- 2.5 л QR25DE Р4 165 к.с. (133 кВт)
- 2.0 л SR20VET Р4 280 к.с. (206 кВт)

Дизельні
- 2.2 л YD22DDTi Р4 114 к.с.
- 2.2 л YD22DDTi Р4 136 к.с.

## Друге покоління (T31) (2007—2014)

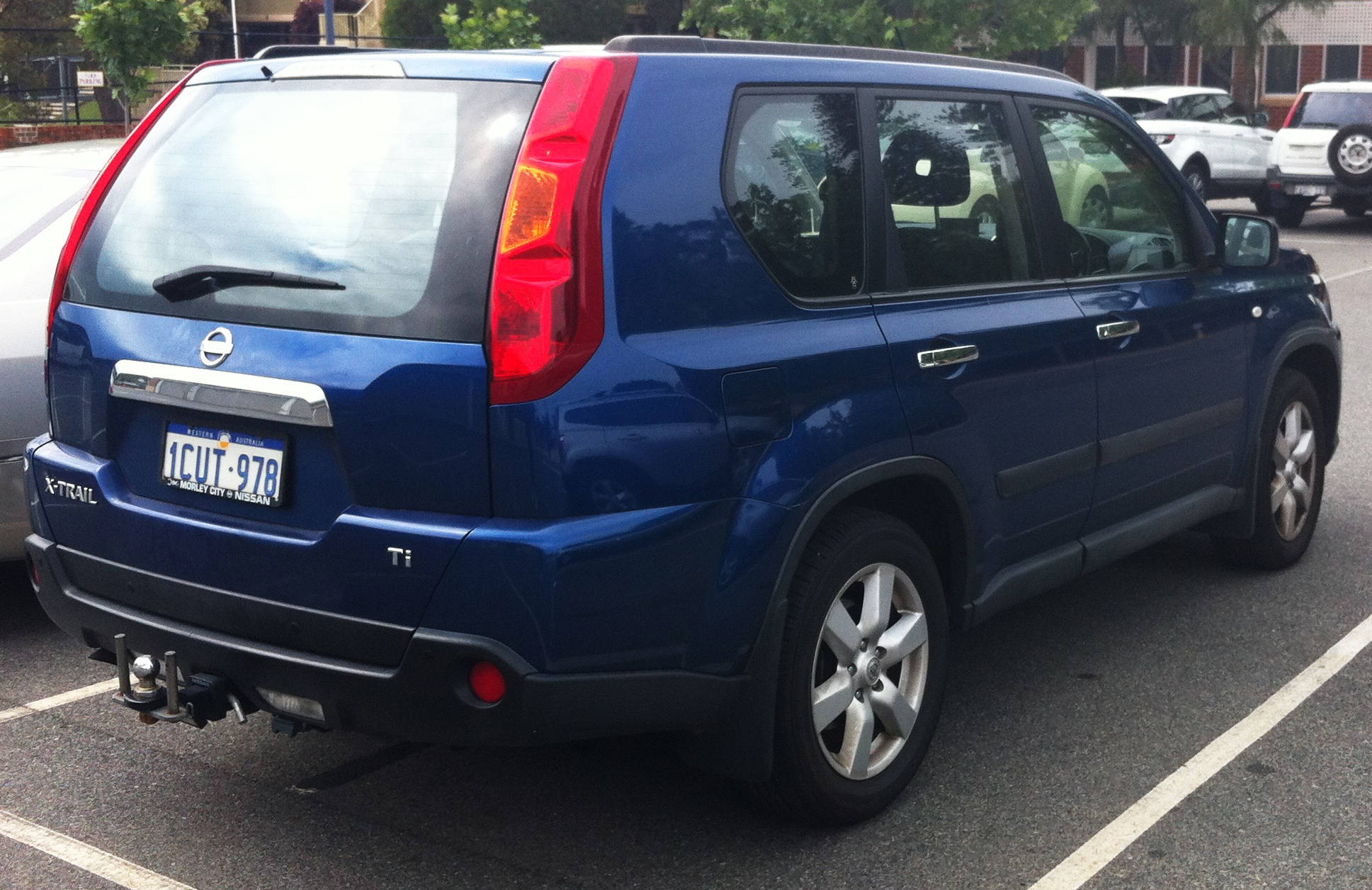
Nissan X-Trail II (2007—2010)

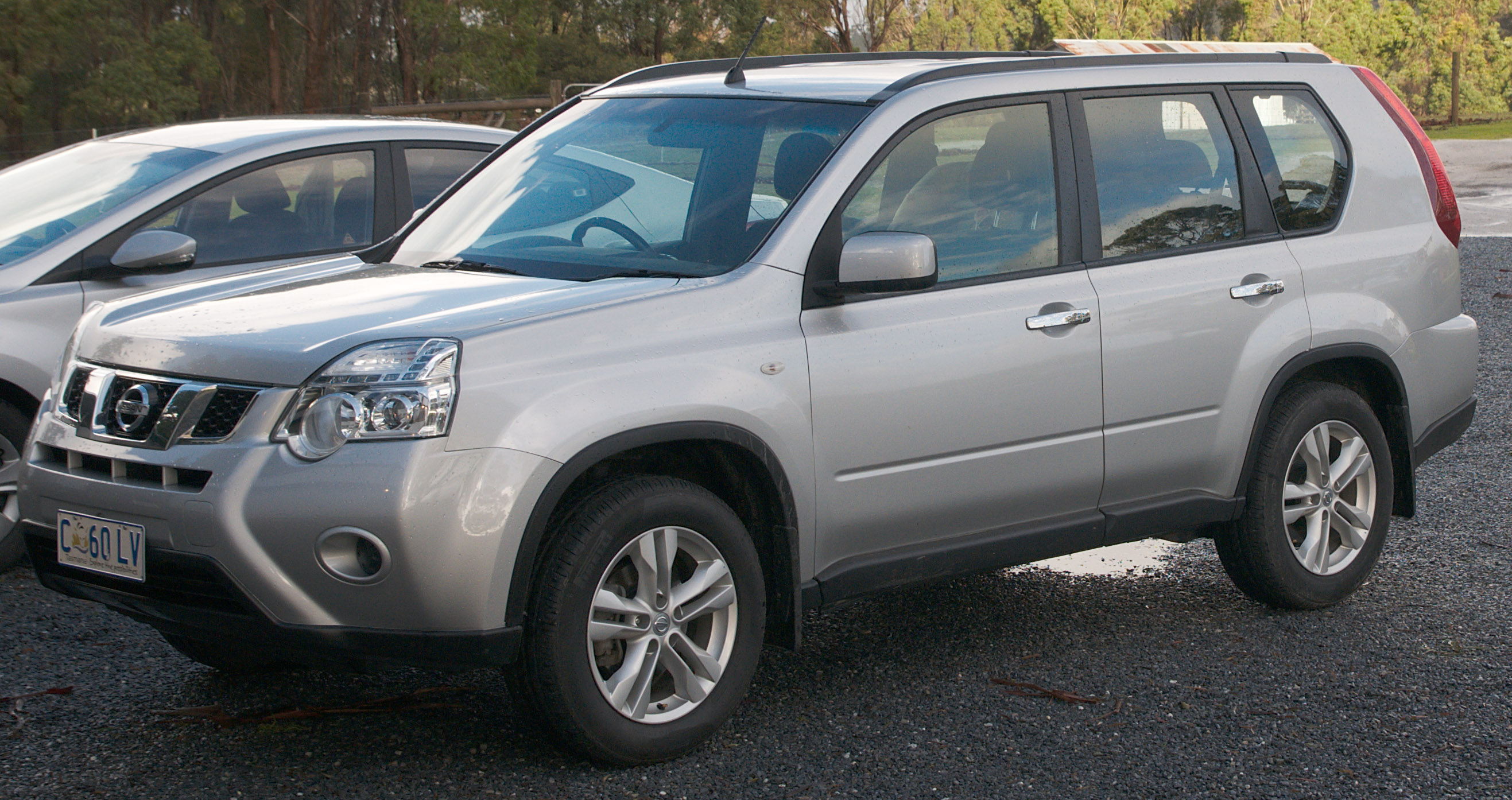
Nissan X-Trail II (2010—2014)

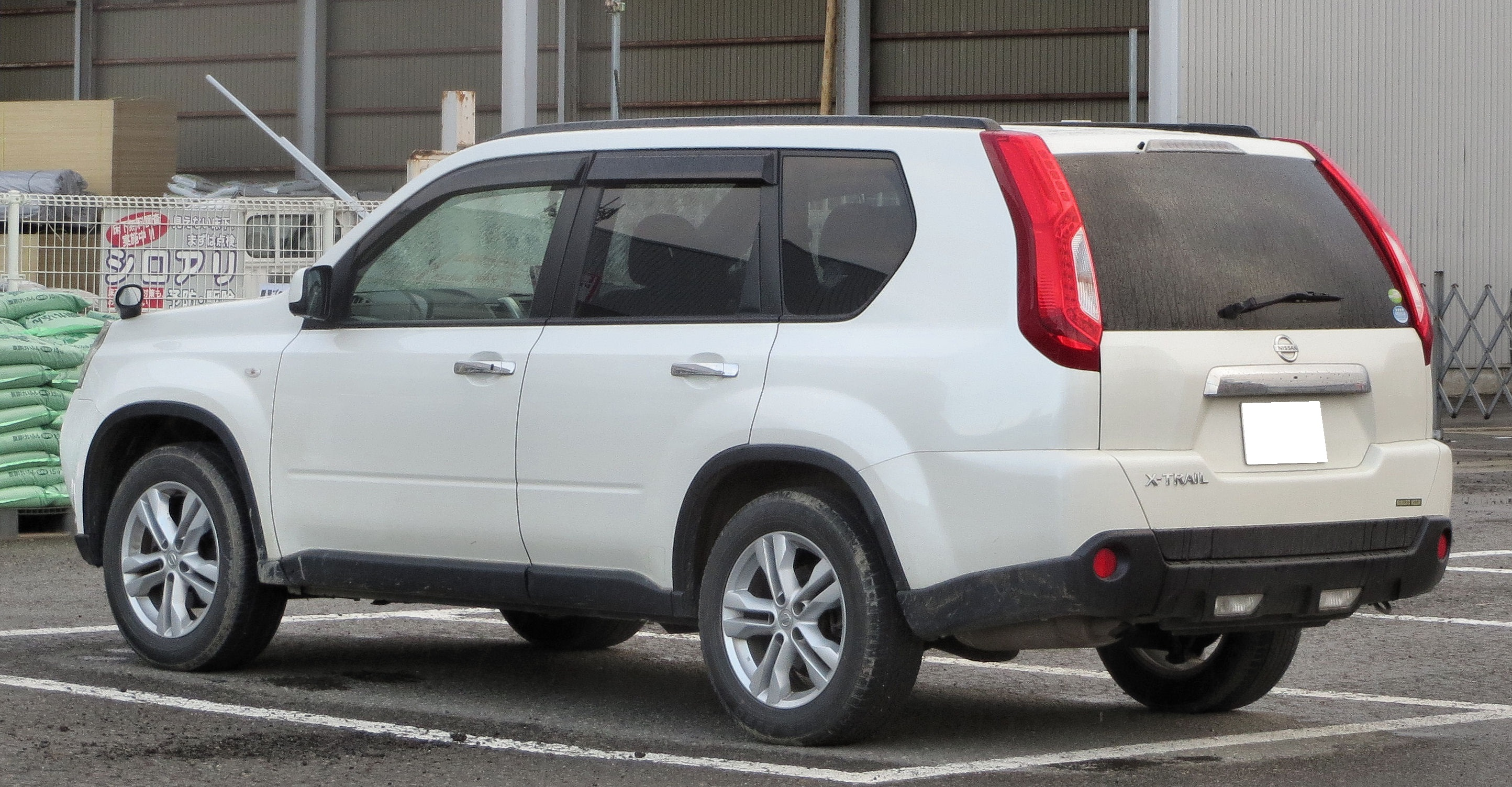
Nissan X-Trail II (2010—2014)

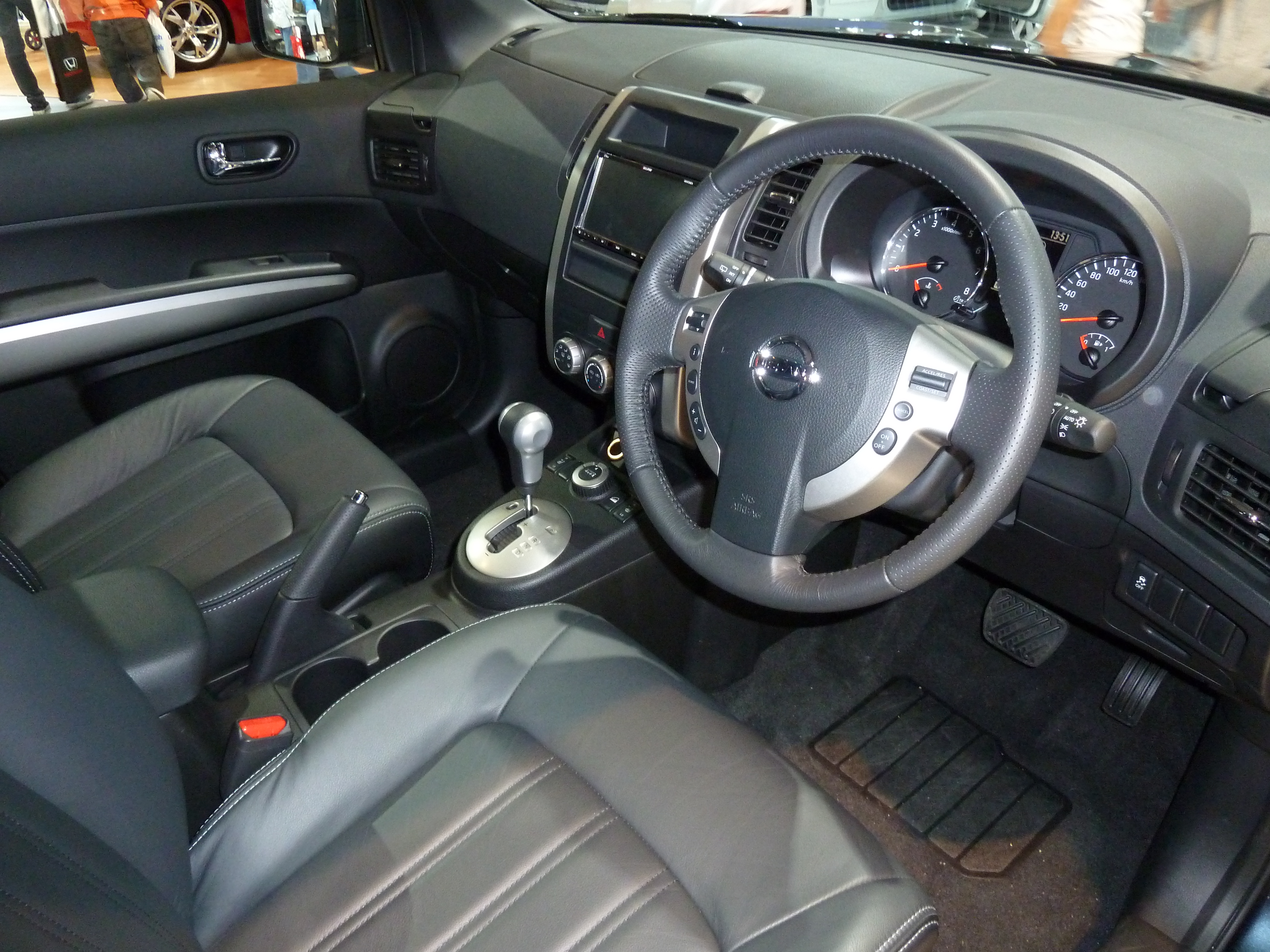
Салон Nissan X-Trail (T31)

У 2007 році на Женевському автосалоні був представлений концепт другого покоління автомобіля, виготовлений на платформі Nissan C, яка зарекомендувала себе роком раніше у позашляховику Nissan Qashqai.
Лінійку силових агрегатів розробники оновили. Абсолютно новий 2,0-літровий бензиновий двигун MR20DE Р4 потужністю 141 к.с., модернізований 2,5-літровий двигун QR25DE Р4 зі збільшеною потужністю до 169 к.с. і крутний момент — 233 Нм при 4400 об/хв. Потужність 2,0-літрового турбодизеля M9R Р4 — 150 к.с., а максимальний обертовий момент — 320 Нм при 2000 об/хв. У бензинових Nissan X — Trail на ваш вибір: 6-ступінчата МКПП або безступінчатий варіатор CVT. Для турбодизеля вибір стандартний: МКПП або АКПП, обидві — 6-ступінчасті. Автомобіль комплектується інтелектуальною системою повного приводу ALL-MODE. Незалежне керування кожного колеса, розподіл крутного моменту в залежності від ситуації, система динамічної стабілізації ESP, а також системи допомоги при підйомі (HSS) і спуску (HDC) — все це дозволить вам не спасувати перед труднощами. Враховуючи також стандартні системи активної і пасивної безпеки, X-Trail отримав відмінні результати в тестах Euro NCAP.
У 2010 році модель модернізували.

### Двигуни
Бензинові
- 2.0 л MR20DE Р4 141 к.с.
- 2.5 л QR25DE Р4 169 к.с.

Дизельні
- 2.0 л M9R Р4 150 к.с.
- 2.0 л M9R Р4 173 к.с.

## Третє покоління (T32) (2014—2021)

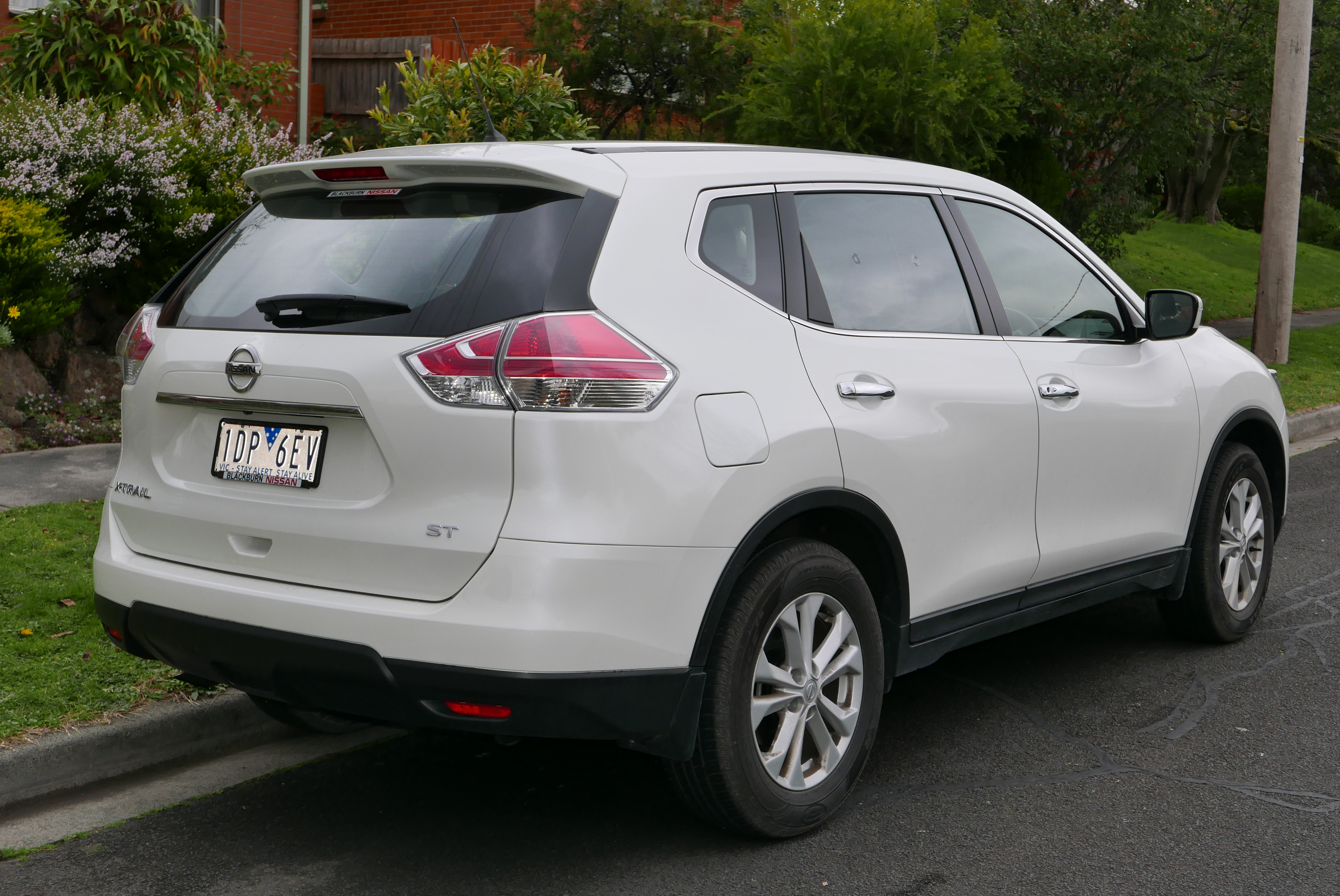
Nissan X-Trail 2.5 (T32)

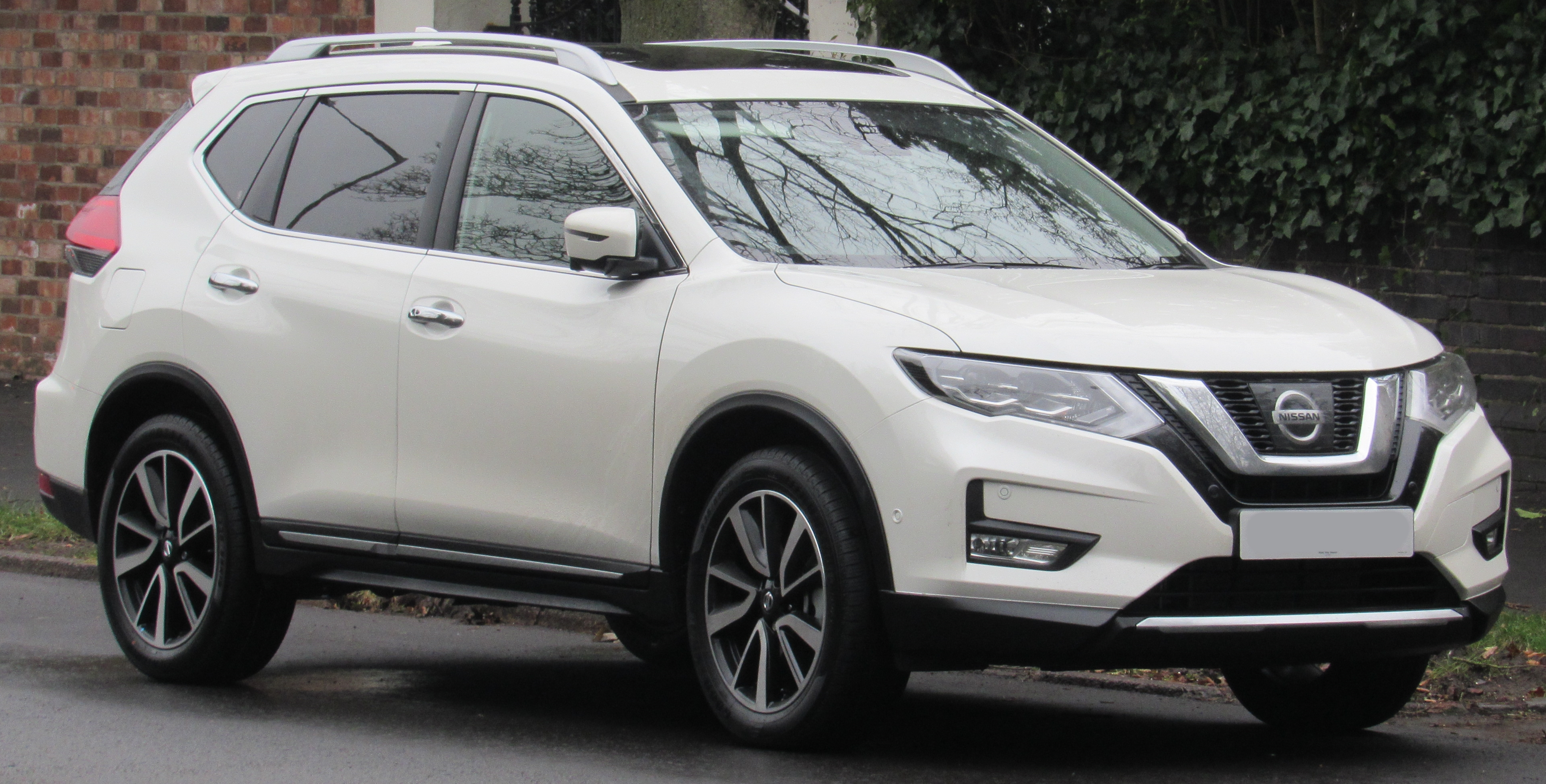
Nissan X-Trail 2.5 (T32)

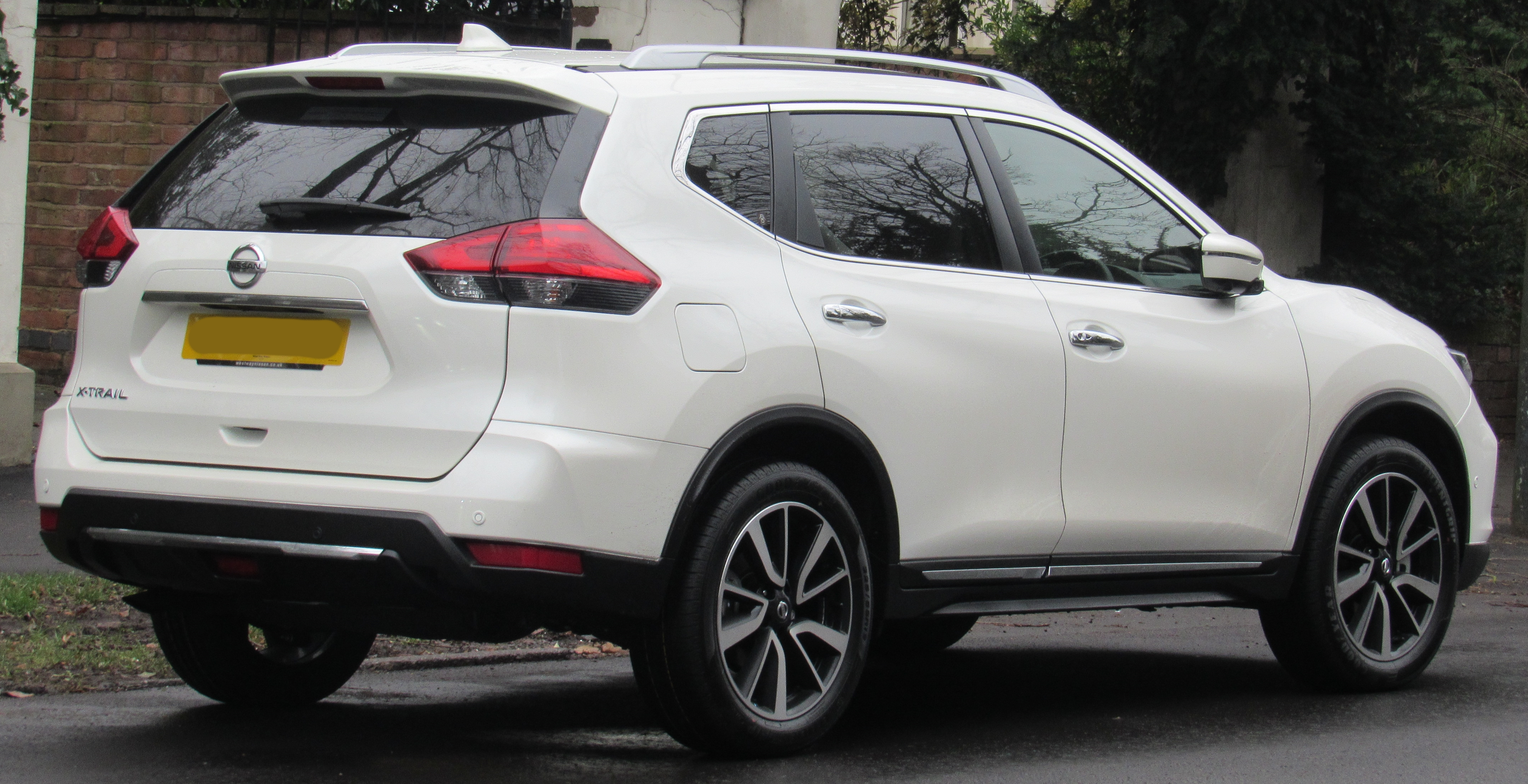
Nissan X-Trail 2.5 (T32)

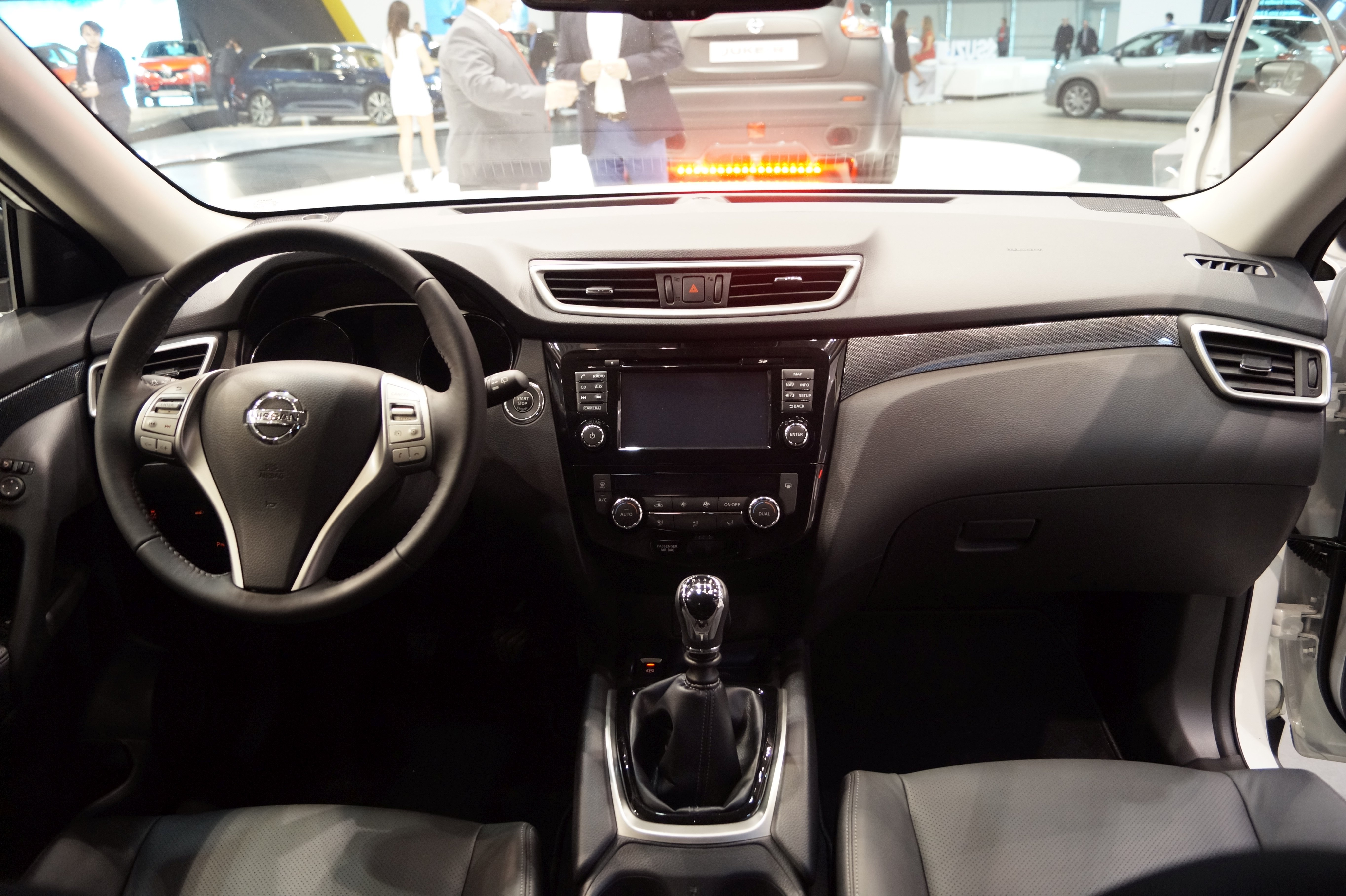
Салон Nissan X-Trail (T32)

На Женевському автосалоні весною 2012 року представлено концепт-кар Nissan Hi-Cross, який був прототипом Nissan X-Trail третього покоління (в США — Nissan Rogue другого покоління), що дебютував на Франкфуртському автосалоні восени 2013 року.
Автомобіль комплектується 2,0-літровим бензиновим двигуном MR20DD Р4 потужністю 147 к.с. при 6000 об/хв. На деяких ринках автомобіль комплектується бензиновим двигуном 2.5 л QR25DE Р4 DOHC 16V потужністю 170 к.с. при 6000 об/хв, крутним моментом 235 Нм при 4400 об/хв. Для Європи доступний виключно турбодизель 1,6 л Y9M (130 к.с.).
Продажі моделі почалися в 2014 році.
Безпечність даного позашляховика взагалі вважається чи не найкращою у класі. Використання високоміцної сталі при виробництві корпуса максимально підвищує надійність автомобіля. Компанія Nissan пропонує так званий «Safety Shield», до якого включено функцію аварійного гальмування в межах міста та систему слідкування за розміткою. На додачу, він має дуже пристойні показники економічності. Моделі 2015 року, при бажанні, можна оснастити і 1.6-літровим бензиновим турбодвигуном.
Привід на передні колеса є стандартним для даного автомобіля, але обравши дизельний двигун, покупець зможе додати і привід на чотири колеса для таких моделей, як: Visa, Acenta, N-Connecta або Tekna. Укомплектувати такий позашляховик можна як механічною, так і автоматичною коробкою передач. З самого початку Nissan X-Trail розроблявся як практичний транспортний засіб, призначений для їзди бездоріжжям, але остання модель покликана вражати ще й своїм привабливим зовнішнім виглядом та манерою їзди, яка більше підійшла б кросоверу.
Вочевидь, в оновленому кросовері акценти були зроблені на міський автомобіль, який став більш лаконічним та сучасним.
Новий X-Trail відмінно підходить для перевезення великої родини, оскільки він може вміщувати до семи пасажирів. Цей позашляховик має спільну платформу з деякими автомобілями Renault. 

### Двигуни
| Модель    | Об'єм см³ | Циліндри/ Клапани | Потужність кВт (к.с.) при об/хв | Крутний мемент Нм при об/хв |           |           |           |
| Бензинові | Бензинові | Бензинові         | Бензинові                       | Бензинові                   | Бензинові | Бензинові | Бензинові |
| --------- | --------- | ----------------- | ------------------------------- | --------------------------- | --------- | --------- | --------- |
| 1.6 DIG-T | 1618      | 4/16              | 120 (163) / 5600                | 240 / 2000-4000             |           |           |           |
| 2.0       | 1997      | 4/16              | 106 (144) / 6000                | 200 / 4400                  |           |           |           |
| 2.5       | 2488      | 4/16              | 126 (170) / 6000                | 235 / 4400                  |           |           |           |
| Дизельний |           |                   |                                 |                             |           |           |           |
| 1.6 DCI   | 1598      | 4/16              | 96 (130) / 4000                 | 320 / 1750                  |           |           |           |
| 2.0 DCI   | 1995      | 4/16              | 130 (177) / 3750                | 380 / 2000                  |           |           |           |

## Четверте покоління (T33) (з 2021)

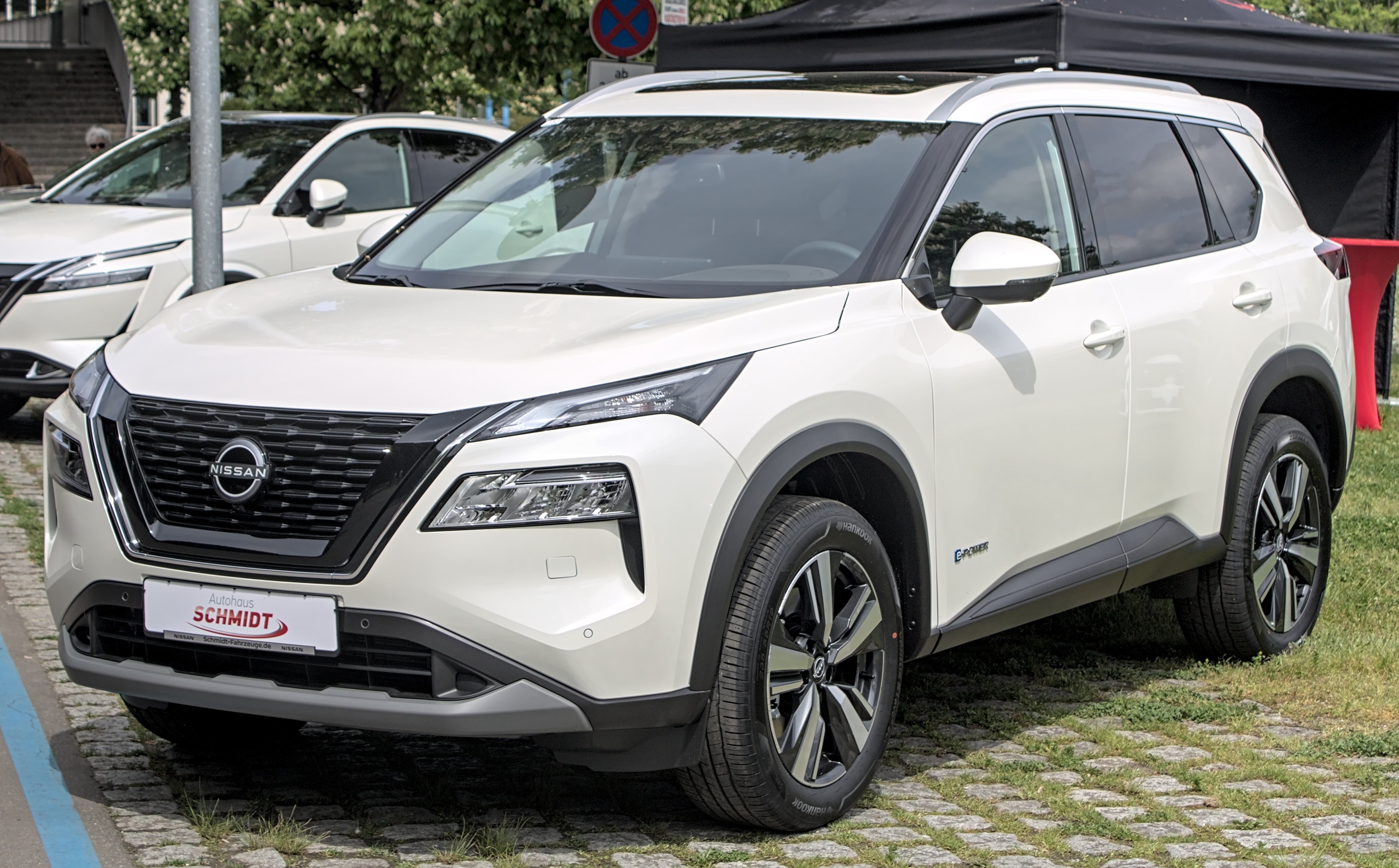
Nissan X-Trail e-Power (T33)

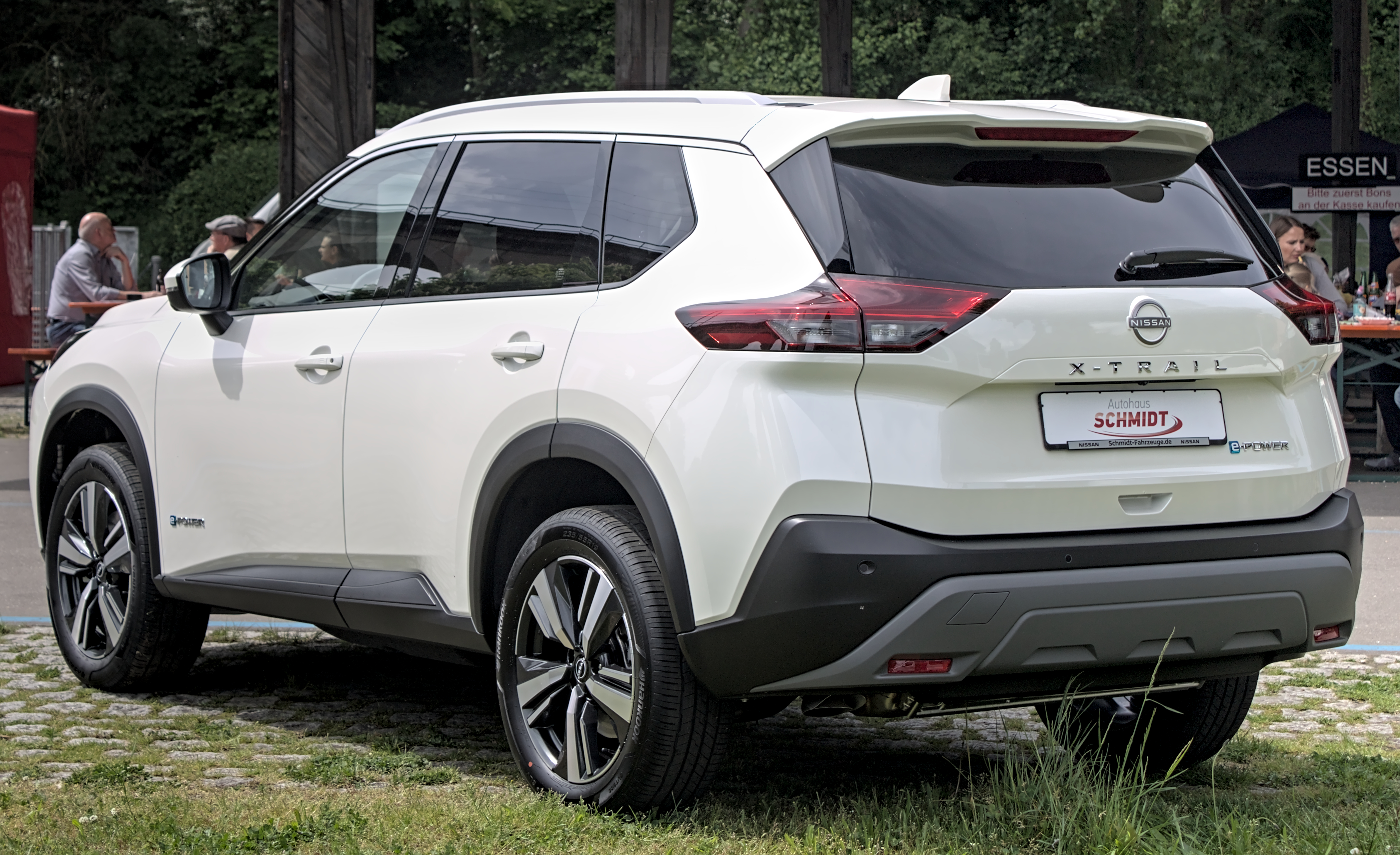
Nissan X-Trail e-Power (T33)

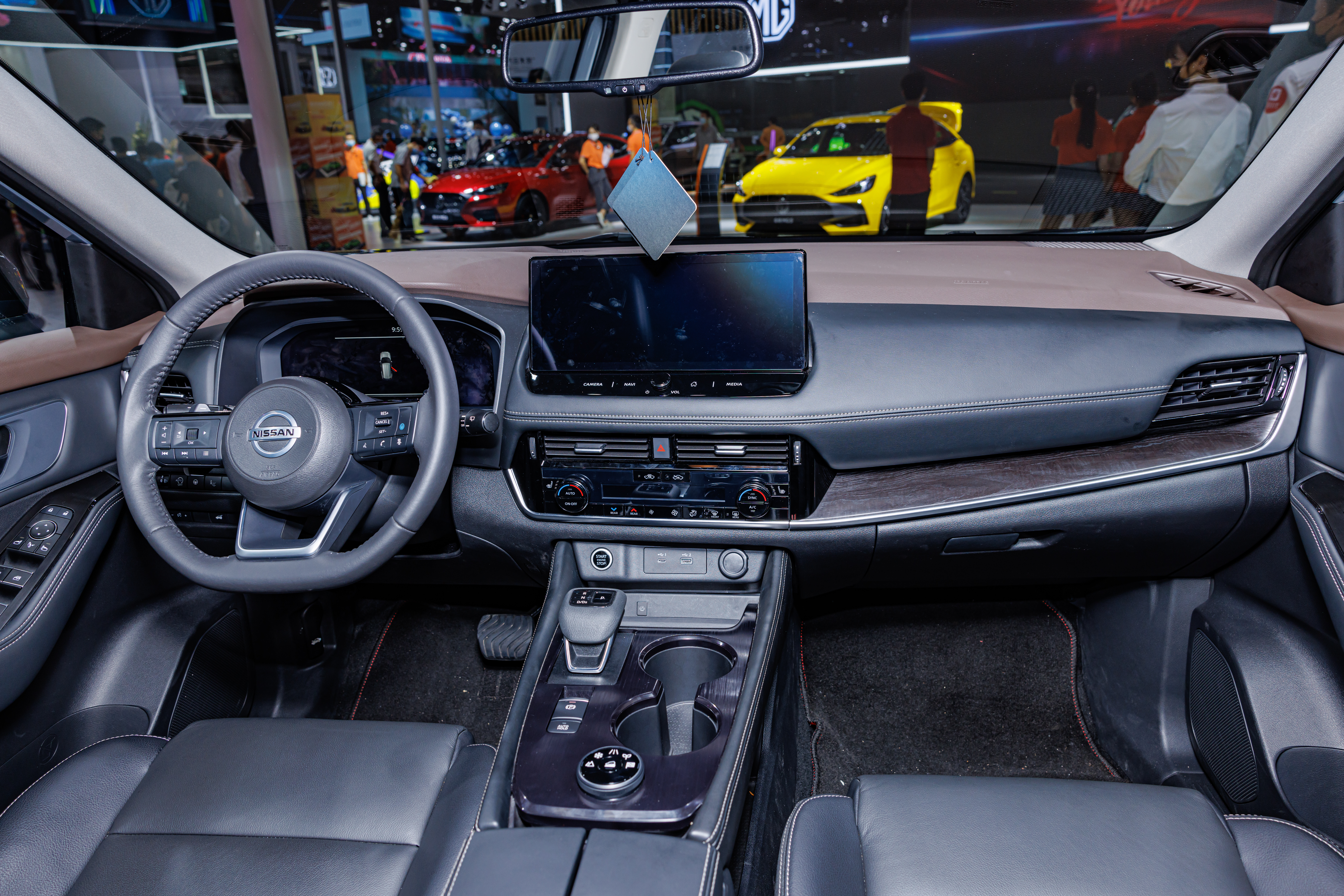

Четверте покоління дебютувало 15 червня 2020 року, як модель Rogue для Північноамериканського ринку. Автомобіль збудовано на платформі CMF-CD.
Всередині кросовер став помітно просторішим, хоча при цьому довжина зменшилась на 38 мм, а висота на 5 мм.
Новинка отримала 12,3-дюймову віртуальну панель приладів, планшетоподібний екран мультимедійної системи діагоналлю до 9 дюймів та бездротову зарядку для мобільних.
В топових комплектаціях буде 10,8-дюймовий проєкційний дисплей, в той час як базові отримають аналогові прилади з екраном на 7 дюймів посередині.
Мультимедіа отримала бездротову інтеграцію смартфонів за протоколами Apple CarPlay, голосове управління й ряд нових онлайн-сервісів.
Фірмовий комплекс водійських асистентів Nissan Safety Shield 360 обіцяно включати в базове оснащення, як й 10 подушок безпеки.
Двигун для позашляховика поки запропонували лише один — модернізований 2,5-літровий атмосферник, відомий за «попереднім» поколінням. Потужність за рахунок удосконалень зросла на 11 к.с. і 8 Нм крутного моменту, тобто в американській специфікації складе 181 к.с. і 245 Нм, але для європейського ринку Nissan швидше за все заявить цифру в 185 к.с. (й додасть компактніші мотори).
Презентація європейської версії має відбутися восени 2021 року.

### Двигуни
- 2.5 PR25DD I4 191 к.с. 244 Нм
- 1.5 VC Turbo І3 204 к.с. 300 Нм
- 1.5 L KR15DDT e-Power I3

## Продажі
| рік  | Європа | Японія | Китай   | Таїланд |
| ---- | ------ | ------ | ------- | ------- |
| 2008 |        |        | 4,166   |         |
| 2009 |        |        | 5,505   |         |
| 2010 | 7,430  |        | 32,011  |         |
| 2011 | 9,256  | 25,114 | 28,264  |         |
| 2012 | 8,222  | 28,325 | 22,869  |         |
| 2013 | 5,811  | 28,198 | 15,327  |         |
| 2014 | 16,178 | 53,736 | 114,459 | 574     |
| 2015 | 40,243 | 58,448 | 166,385 | 6,755   |
| 2016 | 60,444 | 56,151 | 180,202 | 2,824   |
| 2017 | 69,833 | 49,873 | 184,612 | 2,094   |
| 2018 | 48,133 | 50,304 | 207,951 | 1,594   |
| 2019 | 25,444 | 36,505 | 207,776 | 1,218   |